# Ukrán férfi kézilabda-válogatott
Az ukrán férfi kézilabda-válogatott Ukrajna nemzeti csapata, melyet az Ukrán Kézilabda-szövetség (ukránul: Федерація гандболу України, magyar átírásban: Federacija Handbolu Ukrajini) irányít.

## Eredmények nemzetközi tornákon
A válogatott legjobb eredményei: 7. hely a 2001-es világbajnokságon és egy 11. hely a 2002-es Európa-bajnokságon.

## Külső hivatkozások
- (németül)